# 黄少卿
黄少卿（?—?），邕管羁縻西原州（治所在罗和县，今广西大新县西北黑水河西岸）人，黄洞蛮大首领，唐朝民变领袖。
黄少卿之父黄乾曜为黄洞蛮大首领，他于安史之乱发生时起兵反唐，后兵败身亡。黄乾曜死后，黄少卿接任黄洞蛮大首领。唐德宗贞元十年（794年），他和弟弟黄少高在黄峒一带聚众反唐，围攻邕管经略使孙公器。孙公器奏请发岭南之兵讨伐，德宗不许，派人招谕，黄少卿不从。黄少卿攻陷钦州、横州、浔州、贵州四州。派儿子黄昌沔攻陷十三羁縻州。朝廷以唐州刺史阳旻为容管招讨经略使，率军镇压，一日六七战，官军获胜。唐宪宗元和初年，邕州擒其别帅黄承庆。元和二年（807年），黄少卿等接受招安，拜归顺州刺史。黄少高为有州刺史。未几再叛唐，攻下宾州、峦州。元和十一年（816年），攻下钦州、横州，席卷广西南部、广东西南部。唐穆宗长庆三年（823年），攻克左江镇，兵临邕州，后被唐朝镇压。